# Don Cowie
Pour les articles homonymes, voir Cowie.
Don Cowie, né le 15 février 1983 à Inverness, est un footballeur international écossais qui évolue au poste de milieu de terrain devenu entraîneur.

## Carrière

### Carrière en club

#### Watford
Au dernier jour du marché des transferts de l'hiver 2009, le club de Watford annonce la signature de Cowie au sein de son effectif pour une durée de deux ans et demi. Il fait ses débuts avec son nouveau club le 14 février 2009 au cours d'un match de FA Cup. Ce jour-là, l'équipe concède une défaite à domicile face au Chelsea FC (1-3), Cowie entrant en jeu à la 67e minute en remplacement de Lee Williamson, alors que le score est encore vierge. Trois jours plus tard, il fait ses débuts en championnat et Watford s'impose à domicile contre Swansea City (2-0), alors qu'il joue l'intégralité de la rencontre.

#### Cardiff City
Le 1er juillet 2011, en fin de contrat à Watford, Don Cowie signe pour trois saisons à Cardiff City et retrouve son entraîneur Malcolm Mackay qui a suivi le même chemin que lui. Il joue son premier match officiel sous ses nouvelles couleurs le 7 août 2011 à l'occasion de la rencontre West Ham-Cardiff City (victoire de Cardiff City 0-1).
Le 26 février 2012, il prend part à la finale de coupe de la Ligue anglaise de football, qui oppose Cardiff City à Liverpool au stade de Wembley devant près de 90 000 spectateurs, match que remporte Liverpool aux tirs au but. Il termine finalement sa première saison à Cardiff City en ayant été un titulaire régulier et en totalisant plus de 50 matchs joués.
Le 1er février 2016, il rejoint Hearts.

### Carrière internationale
Il fait ses débuts sous le maillot de l'Écosse le 10 octobre 2009 lors du match Japon-Écosse (défaite 2-0). Cowie joue l'intégralité de la seconde mi-temps.

## Palmarès
Cardiff City
- Champion d'Angleterre de D2 en 2013
- Finaliste de la League Cup en 2012.

 Wigan Athletic
- Champion d'Angleterre de D3 en 2016

 Ross County
- Champion d'Écosse de D2 en 2019

## Statistiques détaillées
| Saison                | Club                  | Championnat             | Championnat | Championnat | Coupe(s) nationale(s) | Coupe(s) nationale(s) | Compétition(s) continentale(s) | Compétition(s) continentale(s) | Compétition(s) continentale(s) | Écosse | Écosse | Total | Total |
| Saison                | Club                  | Division                | M.          | B.          | M.                    | B.                    | Comp.                          | M.                             | B.                             | M.     | B.     | M.    | B.    |
| 2000 - 2001           | Ross County           | Scottish Division 1     | 1           | 0           | 0                     | 0                     | -                              | -                              | -                              | -      | -      | 1     | 0     |
| 2001 - 2002           | Ross County           | Scottish Division 1     | 18          | 0           | 6                     | 0                     | -                              | -                              | -                              | -      | -      | 24    | 0     |
| 2002 - 2003           | Ross County           | Scottish Division 1     | 29          | 1           | 6                     | 1                     | -                              | -                              | -                              | -      | -      | 35    | 2     |
| 2003 - 2004           | Ross County           | Scottish Division 1     | 18          | -           | 5                     | 1                     | -                              | -                              | -                              | -      | -      | 23    | 1     |
| 2004 - 2005           | Ross County           | Scottish Division 1     | 34          | 5           | 9                     | 1                     | -                              | -                              | -                              | -      | -      | 43    | 6     |
| 2005 - 2006           | Ross County           | Scottish Division 1     | 30          | 4           | 3                     | 3                     | -                              | -                              | -                              | -      | -      | 33    | 7     |
| 2006 - 2007           | Ross County           | Scottish Division 1     | 26          | 7           | 6                     | 2                     | -                              | -                              | -                              | -      | -      | 32    | 9     |
| Sous-total            | Sous-total            | Sous-total              | 156         | 17          | 35                    | 8                     | -                              | -                              | -                              | -      | -      | 191   | 25    |
| 2007 - 2008           | Inverness             | Scottish Premier League | 37          | 9           | 4                     | 0                     | -                              | -                              | -                              | -      | -      | 41    | 9     |
| 2008 - 2009           | Inverness             | Scottish Premier League | 22          | 3           | 4                     | 0                     | -                              | -                              | -                              | -      | -      | 26    | 3     |
| Sous-total            | Sous-total            | Sous-total              | 59          | 12          | 8                     | 0                     | -                              | -                              | -                              | -      | -      | 67    | 12    |
| 2008 - 2009           | Watford               | Championship            | 10          | 3           | 1                     | 0                     | -                              | -                              | -                              | -      | -      | 11    | 3     |
| 2009 - 2010           | Watford               | Championship            | 41          | 2           | 3                     | 0                     | -                              | -                              | -                              | 2      | 0      | 46    | 2     |
| 2010 - 2011           | Watford               | Championship            | 37          | 4           | 2                     | 0                     | -                              | -                              | -                              | 1      | 0      | 40    | 4     |
| Sous-total            | Sous-total            | Sous-total              | 88          | 9           | 6                     | 0                     | -                              | -                              | -                              | 3      | 0      | 97    | 9     |
| 2011 - 2012           | Cardiff City          | Championship            | 45          | 4           | 7                     | 3                     | -                              | -                              | -                              | 7      | 0      | 59    | 7     |
| 2012 - 2013           | Cardiff City          | Championship            | 25          | 2           | 0                     | 0                     | -                              | -                              | -                              | -      | -      | 25    | 2     |
| 2013 - 2014           | Cardiff City          | Premier League          | 18          | 0           | 4                     | 0                     | -                              | -                              | -                              | -      | -      | 22    | 0     |
| Sous-total            | Sous-total            | Sous-total              | 88          | 6           | 11                    | 3                     | -                              | -                              | -                              | 7      | 0      | 106   | 9     |
| 2014 - 2015           | Wigan Athletic        | Championship            | 32          | 0           | 1                     | 0                     | -                              | -                              | -                              | -      | -      | 33    | 0     |
| 2015 - 2016           | Wigan Athletic        | League One              | 5           | 1           | 2                     | 0                     | -                              | -                              | -                              | -      | -      | 7     | 1     |
| Sous-total            | Sous-total            | Sous-total              | 37          | 1           | 3                     | 0                     | -                              | -                              | -                              | -      | -      | 40    | 1     |
| 2015 - 2016           | Heart of Midlothian   | Scottish Premier League | 10          | 0           | 2                     | 0                     | -                              | -                              | -                              | -      | -      | 12    | 0     |
| 2016 - 2017           | Heart of Midlothian   | Scottish Premier League | 29          | 3           | 3                     | 0                     | LE                             | 2                              | 0                              | -      | -      | 34    | 3     |
| Sous-total            | Sous-total            | Sous-total              | 39          | 3           | 5                     | 0                     | -                              | 2                              | 0                              | -      | -      | 46    | 3     |
| Total sur la carrière | Total sur la carrière | Total sur la carrière   | 467         | 48          | 68                    | 11                    | -                              | 2                              | 0                              | 10     | 0      | 547   | 59    |